# The Ready Set
The Ready Set, pseudonimo di Jordan Mark Witzigreuter (Fort Wayne, 14 novembre 1989), è un cantautore e musicista statunitense.

## Carriera
Nato in Indiana, ha pubblicato nel marzo 2009 il suo album discografico d'esordio, dal titolo Tantrum Castle, in maniera indipendente. Nello stesso anno ha firmato un contratto con la Decaydance. Ha ottenuto il successo commerciale negli Stati Uniti con il brano pop Love Like Woe (2010), pubblicato come singolo dal suo secondo album I'm Alive, I'm Dreaming. Il singolo è stato certificato disco di platino dalla RIAA.
Nell'ottobre 2011 pubblica Feel Good Now, mentre nel maggio 2012 pubblica un nuovo singolo. Il successivo lavoro discografico The Bad & The Better esce circa due anni dopo, nel maggio 2014.

## Discografia
Album in studio
- 2008 – Syntax and Bright Lights
- 2009 – Tantrum Castle
- 2010 – I'm Alive, I'm Dreaming
- 2014 – The Bad & The Better
- 2016 – I Will Be Nothing Without Your Love
- 2023 – Cherryland